# Хламидомонада
Хламидомона́да (лат. Chlamydómonas) — род одноклеточных зелёных водорослей из семейства Хламидомонадовые (Chlamydomonadaceae).

## Общая характеристика
Многие виды могут активно передвигаться с помощью вращательного движения двух жгутиков, как бы ввинчиваясь в воду. Обычно каждая клетка-водоросль содержит две сократительные вакуоли для регуляции осмотического давления, один крупный хроматофор с пиреноидом в его нижней части, а также красное пигментное тельце, называемое красным светочувствительным глазком. Глазок представляет собой скопление глобул, содержащих красный пигмент — гематохром. Глазок реагирует на свет, и хламидомонада с помощью биения жгутиков движется по направлению к свету — это называется положительным фототаксисом. Также имеет механотаксис, хемотаксис. Хроматофор (хлоропласт) представлен в виде чаши, занимающей большую часть клетки, в нём откладывается крахмал. Основной компонент клеточной стенки — гликопротеины, богатые гидроксипролином. В клеточной стенке также присутствует растворимая фракция моносахаридов и олигосахаридов. Вопреки данным ранних работ, целлюлоза в ней отсутствует.

## Жизненный цикл хламидомонады
Размножается половым и бесполым способами. Половой процесс у большинства видов — изогамия, реже гетерогамия и оогамия. Зигота после стадии покоя проходит через мейоз, образуя зооспоры, из которых вырастает взрослая особь. Все стадии, кроме зиготы, гаплоидны.
Бесполое размножение происходит в благоприятных условиях.

## Питание
Питание автотрофное и гетеротрофное. Гетеротрофное питание путём пиноцитоза. В результате фотосинтеза усваивается 1-2 % солнечной энергии, что характерно для большинства растений. Одной из интересных особенностей хламидомонад является наличие у этих водорослей ионных каналов, напрямую активируемых светом.
Относительная лёгкость поддержания клеточной культуры хламидомонад в лабораторных условиях стала причиной их использования для изучения генетики образования жгутиков и динамики хлоропластов, а также других задач.

## Виды
Род включает несколько сотен видов, преимущественно пресноводных.
Некоторые виды
- Chlamydomonas angulosa O.Dill., 1895 — Хламидомонада угловатая
- Chlamydomonas augustae Skuja
- Chlamydomonas bebaryana Gorosch.
- Chlamydomonas biciliata Korshikov
- Chlamydomonas bolyaiana Kol.
- Chlamydomonas brachyura G.S.West
- Chlamydomonas braunii Gorosch.
- Chlamydomonas bullosa Butcher
- Chlamydomonas caudata Wille
- Chlamydomonas cienkowskii Schmidle
- Chlamydomonas coccifera Gorosch.
- Chlamydomonas coccoides Butcher
- Chlamydomonas communis Show
- Chlamydomonas dangeardii Chimiel.
- Chlamydomonas dinobryonii G. M. Smith, 1920
- Chlamydomonas dorsoventralis Pascher
- Chlamydomonas dysosmos Moewus, 1931
- Chlamydomonas ehrenbergii Gorosch.
- Chlamydomonas epiphytica G. M. Smith
- Chlamydomonas eugametos Moewus, 1931
- Chlamydomonas fenestrata Whitford
- Chlamydomonas frigida Skuja
- Chlamydomonas globosa Snow — Хламидомонада шаровидная
- Chlamydomonas globus Show
- Chlamydomonas gloeogama Korshikov
- Chlamydomonas gloeopara Rodhe and Skuja
- Chlamydomonas gracilis Snow
- Chlamydomonas gregaria
- Chlamydomonas hallensis
- Chlamydomonas hedleyi Lee, et al., 1974
- Chlamydomonas humicola Lucksch, 1932
- Chlamydomonas incerta Pascher — Хламидомонада неопределённая
- Chlamydomonas intermedia Chodat
- Chlamydomonas komma Skuja — Хламидомонада запятая
- Chlamydomonas monadina Stein — Хламидомонада одиночная
- Chlamydomonas monoica Strehlow
- Chlamydomonas monpulsata Butcher
- Chlamydomonas mucicola Schmidle
- Chlamydomonas nasuta Korshikov — Хламидомонада носатая
- Chlamydomonas neinhardii Palmer
- Chlamydomonas nivalis (Bauer) Wille — Хламидомонада снежная
- Chlamydomonas nomadina
- Chlamydomonas ohioensis Wailes
- Chlamydomonas oogamum Moewus
- Chlamydomonas palla Butcher
- Chlamydomonas parkeae Etti
- Chlamydomonas patellaria Whitford
- Chlamydomonas penium Pascher
- Chlamydomonas pertusa Chodat
- Chlamydomonas pertyi Goroshankin — Хламидомонада Перти
- Chlamydomonas pigra Butcher
- Chlamydomonas platystigma Pascher
- Chlamydomonas plethora Butcher
- Chlamydomonas polypyrenoideum Prescott
- Chlamydomonas proteus Pringsheim, 1930
- Chlamydomonas provasolii Lee, et al., 1979
- Chlamydomonas pseudagloe Pascher, 1927
- Chlamydomonas pseudococcum Lucksch, 1932
- Chlamydomonas pseudopertyi Pascher, 1927 — Хламидомонада ложнопертиева
- Chlamydomonas pulchra Pringsheim, 1930
- Chlamydomonas pulsatilla Wohlenw.
- Chlamydomonas pulvisculus (O.F.Mueller) G. C. Ehrenberg
- Chlamydomonas quadrilobata N.Carter
- Chlamydomonas reginae Etti et Green
- Chlamydomonas reinhardtii Dangeard, 1899 — Хламидомонада Рейнгарда
- Chlamydomonas rotula
- Chlamydomonas rugosa Butcher
- Chlamydomonas sagittula Skuja
- Chlamydomonas sanguinea Lagerheim
- Chlamydomonas semiampla Butcher
- Chlamydomonas snowiae Printz — Хламидомонада Сноу
- Chlamydomonas snowii Printz, 1914
- Chlamydomonas sphagnicola Fritsch et Rich
- Chlamydomonas spreta Butcher
- Chlamydomonas stagnophila Butcher
- Chlamydomonas subasymmetrica
- Chlamydomonas subcaudata Wille
- Chlamydomonas subehrenbergii Butcher
- Chlamydomonas submarina Verschaffelt
- Chlamydomonas uva-maris
- Chlamydomonas vectensis
- Chlamydomonas vernalis Skuja
- Chlamydomonas yellowstonensis Kol.